# Ким Кардашијан
Кимберли Ноел Кардашијан (енгл. Kimberly Noel Kardashian; Лос Анђелес, 21. октобар 1980) америчка је медијска личност, манекенка, предузетница и глумица. Стекла је медијску пажњу као пријатељица и стилисткиња Парис Хилтон, а касније и по снимку секса Ким Кардашијан, суперзвезда, који је 2003. снимио њен тадашњи дечко Ray J, а који је објављен 2007. Исте године је са својом породицом покренула ријалити-телевизијску емисију, У корак са Кардашијанима (2007—2021). Касније је покренут наставак емисије, под називом Кардашијани (2022—данас). Године 2023. истакла се улогом Шивон Корбин у серији Америчка хорор прича: Деликатно.
Развила је значајно присуство на интернету и бројним платформама друштвених медија, а данас има на стотине милиона пратилаца на платформама Twitter и Instagram. Објавила је разне производе, укључујући мобилну игру Kim Kardashian: Hollywood из 2014, разноврсну одећу и модне додатке, фото-књигу Selfish и истоимену личну апликацију. Значајну медијску пажњу добио је и њен однос са репером Канјеом Вестом с којим се венчала 2014. и има четворо деце. Као глумица, глумила је у филмовима: Катастрофа (2008), Дубоко у долини (2009) и Искушење (2013).
Последњих година усредсредила се на сопствена предузећа, када је 2017. основала KKW Beauty и KKW Fragrance. Године 2019. покренула је Skims, чија је вредност од 2023. године процењена на више од 4 милијарде долара. Такође је политички активна од када се борила за реформу затвора и лобирала да се Алис Мари Џонсон одобри помиловање. У више наврата је заговарала за признање геноцида над Јерменима. Такође планира да постане адвокатица по систему четворогодишњег образовања које нагледа непрофитна организација #cut50, коју је покренуо Ван Џоунс.
Часопис Time је уврстио Кардашијанову на своју листу 100 најутицајнијих људи 2015. Критичари и обожаваоци су се сложили да она приказује израз „позната по томе што је позната”. Најплаћенија је личност ријалити-телевизије од 2015, са укупним зарадом која прелази 53 милиона долара.

## Детињство, младост и образовање
Кимберли Ноел Кардашијан је рођена 21. октобра 1980. у Лос Анђелесу. Њени родитељи су Роберт и Крис Кардашијан (девојачко Хотон). Има старију сестру Кортни, млађу сестру Клои и млађег брата Роба. Њихова мајка је холандског, енглеског, ирског и шкотског порекла, док им је отац био трећа генерација јерменске породице у САД. Након што су им се родитељи развели 1991. године, мајка им се исте године поново удала за Бруса Џенера, победника у десетобоју на Летњим олимпијским играма 1976. године. Њиховим браком, Ким Кардашијан је стекла полубраћу Бертона „Берта”, Брендона и Бродија; полусестру Кејси; као и полусестре Кендал и Кајли Џенер.
Кардашијанова је похађала средњу школу Меримаунт, римокатоличку школу за девојчице у Лос Анђелесу. Године 1994. њен отац је заступао фудбалера О. Џ. Симпсона током суђења за убиство за које се Симпсон теретио. Симпсон је кум Кардашијанове. Кардашијанин отац је умро 2003. од рака. У својим 20-им годинама била је блиска пријатељица и стилисткиња светске звезде Парис Хилтон, преко које је прво привукла пажњу медија. Кардашијанова је наступала као гошћа у више епизодама ријалити-серије Једноставан живот између 2003. и 2006. године.

## Филмографија
- Ким Кардашијан, суперзвезда (2007)
- У корак са Кардашијанима (2007—2021)
- Катастрофа (2008)
- Кортни и Ким освајају Мајами (2009—2013)
- Кортни и Ким освајају Њујорк (2011—2012)
- Искушење (2013)
- Патролне шапе: Филм (2021)
- Кардашијани (2022—данас)
- Америчка хорор прича: Деликатно (2023)
- Патролне шапе: Моћни (2023)